# Gare de Laroche – Migennes
Gare de Laroche - Migennes – stacja kolejowa w Migennes, w departamencie Yonne, w regionie Burgundia-Franche-Comté, we Francji.
Jest stacją Société nationale des chemins de fer français (SNCF), obsługiwaną przez pociągi TER Bourgogne.

## Położenie
Znajduje się na wysokości 87 m .n.p.m., 154,874 km linii Paryż – Marsylia, pomiędzy stacjami Joigny i Saint-Florentin - Vergigny. Z tej stacji wychodzi również linia do Cosne przez Auxerre.

## Historia
Stacja została otwarta w 1849 roku.